# Philmontis nigrofasciatus
Philmontis nigrofasciatus is een rechtvleugelig insect uit de familie sabelsprinkhanen (Tettigoniidae). De wetenschappelijke naam van deze soort is voor het eerst geldig gepubliceerd in 1966 door Willemse.